# 你又復活了
《你又復活了》為陶晶瑩於1999年8月1日發行的個人第一張精選專輯。

## 曲目

### 光碟1
1. 我知道我不夠漂亮
2. 接受我
3. 你又復活了
4. 爛理由
5. 吸引力
6. love
7. 如果我是男人
8. 別對我好
9. 我的時代
10. 電子情人

### 光碟2
1. 走遠
2. 愛情悲喜劇
3. 充滿希望的嘆息
4. 小心眼
5. 底線
6. 有人等 有人想
7. 其實未必
8. 臨界
9. 我可以放手了
10. 執著